# 埃里克·巴龙多
埃里克·巴龙多（西班牙語：Érick Barrondo，1991年6月14日—），危地马拉男子田径运动员。他曾代表危地马拉参加2012年、2016年和2020年夏季奥林匹克运动会田径比赛，其中2012年奥运会获得一枚银牌，这也是该国首枚奥运会奖牌。